# Gamma Indi
Gamma Indi (34 Indi) é uma estrela na direção da constelação de Indus. Possui uma ascensão reta de 21h 26m 15.44s e uma declinação de −54° 39′ 38.0″. Sua magnitude aparente é igual a 6.10. Considerando sua distância de 208 anos-luz em relação à Terra, sua magnitude absoluta é igual a 2.08. Pertence à classe espectral F1III.